# Ангел Столинчев
Ангел Николов Столинчев е ставрофорен свещеноиконом и църковен деятел с изключително големи заслуги към църквата в град Сандански и религиозния живот в Санданска духовна околия.

## Биография
Първоначалното си образование Столинчев завършва в родното си село. От 1932 до 1938 година учи в Софийската духовна семинария. През 1942 година завършва Богословския факултет при Софийския университет, като стипендиант на фонда към Светия Синод за издръжка на бедни деца родени в село Либяхово. Фондът е създаден от неговия родственик Атанас Поппетров – виден възрожденски просветител. На 30 юни 1942 година Столинчев е ръкоположен за дякон от митрополит Филарет Ловчански в руската църква „Св. Николай”, а един месец по-късно, на 2 юли същата година – за свещеник в софийската църква „Св. София” от митрополит Борис Неврокопски.
Целият живот на Столинчев като свещенослужител преминава в град Сандански. През 1948 година е издигнат за архиерейски наместник, която длъжност заема с прекъсване от 5 години (1993 – 1998) и до края на живота си.
Като предстоятел на старата църква „Свети безсребърници Козма и Дамян”, обявена за паметник на културата, полага грижи за нейното поддържане в автентичен вид. Председател е на Околийското свещеническо братство „Свети Иван Рилски“ до закриването му през 1957 година. Секретар е на Православното християнско братство „Свети Иван Рилски“, което през 1938 г. открива в града дневен детски дом за бедни земеделски семейства и безплатна трапезария за сираци и бедни деца.
Под ръководството на отец Столинчев се набират свещенически кадри, които поддържат духовния живот в поверената му духовна околия. Тя включва сегашните общини Санданска, Кресненска, Струмянска и част от Петричка.
Най-голямото гражданско и църковнонародно дело на отец Столинчев е доизграждането на църквата „Свети великомъченик Георги Победоносец” в Сандански, която е изградена по подобие на патриаршеския храм-паметник „Свети Александър Невски“ в София. Храмът е дълъг 32 м, широк 20 м и висок 25 м. Има три купола – централен, над камбанарията и над олтара. Храмът е изографисан през 1964-1967 година от художника Николай Шелехов.
През 2002 година е обявен за почетен гражданин на Сандански.
Столинчев е автор на обемисти мемоари, публикувани през 2015 година в два тома от издателска къща „Синева“. Книгата „Църква“ c подзаглавие „Летопис на дyховна oĸолия Cандансĸи. И на църĸовния разĸол в отечеството летопис” e под съставителството на издателят Христо Георгиев. Tя съдържа дневници, спомени, доĸyменти, ĸореспонденция, църĸовни, историчесĸи, етнографсĸи, фолĸлорни и ĸраеведсĸи проyчвания.
Името „Отец Ангел Столинчев“ носи улица в Сандански.